# Districtul Oum Ali
Oum Ali este un district din provincia Tébessa, Algeria.